# Amicale Sportive de Vitré
O Amicale Sportive de Vitré é um clube de futebol com sede em Vitré, França. A equipe compete no Championnat de France Amateur.

## História
O clube foi fundado em 1907.